# جون ميرس
جون ميرز (بالإنجليزية: John Meares)‏
جون ميرز (1809 . 1756).الملاح، والمستكشف، وتاجر الفراء البحري الذي اشتهر لدوره في أزمة نوتكا، التي جلبت بريطانيا وإسبانيا إلى حافة الحرب - ولد في دبلن بايرلندا. وتوفي في باث، المملكة المتحدة.
مترجم John Meares

## روابط خارجية
- جون ميرس على موقع الموسوعة البريطانية (الإنجليزية)